# Nitram
Pour plus de détails, voir Fiche technique et Distribution.
Nitram est un thriller dramatique australien réalisé par Justin Kurzel, sorti en 2021.
Le film a pour sujet la tuerie de Port-Arthur commise par Martin Bryant  en avril 1996 à Port Arthur, en Tasmanie,.

## Synopsis
En Australie dans le milieu des années 1990, Nitram vit seul chez ses parents, où le temps s’écoule entre solitude et frustrations. Travaillant comme jardinier, il rencontre Helen, une héritière marginale qui vit seule avec ses animaux. Ensemble, ils se construisent une vie à part et pour la première fois, le jeune homme éprouve enfin de l’intérêt pour quelqu'un. Mais lorsque Helen disparaît tragiquement, la colère et la solitude de Nitram ressurgissent. Tous ces événements vont le pousser à commettre l’irréparable.

## Fiche technique
Sauf indication contraire, les informations mentionnées dans cette section peuvent être confirmées par la base de données cinématographiques IMDb,  présente dans la section « Liens externes ».
- Titre original : Nitram
- Réalisation : Justin Kurzel
- Scénario : Shaun Grant
- Direction artistique : Marnie Kornhauser
- Décors : Alice Babidge
- Costumes : Alice Babidge
- Musique : Jed Kurzel
- Photographie : Germain McMicking
- Production : Nick Batzias, Shaun Grant, Justin Kurzel et Virginia Whitwell
  - Production exécutive : Paul Wiegard
- Sociétés de production : Good Thing Productions et Virginia Whitwell
- Pays de production :  Australie
- Langue originale : anglais
- Format : couleur
- Genre : thriller, drame
- Dates de sortie :
  - France : 16 juillet 2021 (festival de Cannes 2021), 11 mai 2022 (sortie nationale)
  - Australie : 30 septembre 2021
- Classification :
  - France : interdit aux moins de 12 ans

## Distribution
- Caleb Landry Jones : Nitram
- Essie Davis : Helen
- Anthony LaPaglia : le père de Nitram
- Judy Davis : la mère de Nitram
- Sean Keenan : Jamie

## Accueil

### Critique
En France, le site Allociné recense une moyenne des critiques presse de 3,3/5.

## Distinctions

### Récompenses
- Festival de Cannes 2021 : Prix d‘interprétation masculine pour Caleb Landry Jones[4]
- Festival international du film de Catalogne 2021 : meilleur réalisateur pour Justin Kurzel et meilleur acteur pour Caleb Landry Jones[5],[6]